# Лагерът
„Лагерът“ е български игрален филм (драма) от 1990 година на режисьора Георги Дюлгеров, по сценарий на Георги Данаилов и Георги Дюлгеров. Оператор е Радослав Спасов. Музиката във филма е композирана от Божидар Петков.

## Актьорски състав
Роли във филма изпълняват актьорите:
- Радена Вълканова – Вихра
- Самуел Финци – Тодор
- Десислава Карушкова – Димана
- Тодор Тодоров – Тошко
- Димана Лазарова – малката Димана
- Евгений Джуров – комендантът Стоил Тодоров Пенев
- Илиана Китанова – нямата
- Огнян Желязков – доносникът
- Илиан Балинов – „Чикаго в пламъци“
- Геновева Димитрова – Мария
- Стефан Китанов – Стефан
- Борислав Колев – Борето
- Антоний Дончев – Теди
- Тодор Овчаров – детето на Вихра
- Ицхак Финци – гласът на остарелия Тодор (глас зад кадър; не е посочен в надписите на филма)
- Никола Рударов – режисьорът (не е посочен в надписите на филма)
- Елица Дюлгерова – отрядната (не е посочена в надписите на филма)
- Бранимир Маринов – сталинистът (не е посочен в надписите на филма)
- Филип Аврамов – вожда (не е посочен в надписите на филма)
- Десислава Тенекеджиева (не е посочена в надписите на филма)
- Ивайло Христов – шеф на лагера (не е посочен в надписите на филма)